# Pseudocophotis sumatrana
Pseudocophotis sumatrana — вид ігуаноподібних ящірок родини агамових (Agamidae). Ендемік Індонезії.

## Поширення і екологія
Pseudocophotis sumatrana відомі з кількох місцевостей, розташованих на островах Ява і Суматра. Вони живуть у вологих рівнинних тропічних лісах.